# Michael Sternkopf
Michael Sternkopf (ur. 21 kwietnia 1970 w Karlsruhe) – niemiecki piłkarz grający na pozycji pomocnika.

## Kariera piłkarska
Michael Sternkopf karierę piłkarską rozpoczął w juniorach SV Nordwest Karlsruhe. Profesjonalny kontrakt podpisał w 1988 roku w Karlsruher SC, w barwach którego zadebiutował w Bundeslidze dnia 25 maja 1989 roku w przegranym 2:3 meczu u siebie z Bayerem 04 Leverkusen. W 1990 roku przeszedł do Bayernu Monachium, w którym występował do 1995 roku. Jednak w tym okresie nie grał zbyt wiele meczów (94 mecze i 4 gole w lidze), co jednak nie przeszkodziło mu w zdobyciu mistrzostwa Niemiec w sezonie 1993/1994.
W 1995 roku został zawodnikiem Borussii Mönchengladbach, a w 1996 roku przeszedł SC Freiburg. W 1997 roku podpisał kontrakt z Arminią Bielefeld, którego barwy reprezentował do 2003 roku. Następnie przeszedł do Kickers Offenbach, gdzie w 2004 roku zakończył piłkarską karierę. Łącznie w Bundeslidze rozegrał 258 meczów i strzelił 16 goli.

## Kariera reprezentacyjna
Michael Sternkopf w czasie swojej kariery grał w młodzieżowej reprezentacji Niemiec, w której zadebiutował dnia 5 września 1989 roku w Przybramie w zremisowanym 1:1 meczu z młodzieżową reprezentacją Czechosłowacji zastępując w 71. minucie Olivera Bierhoffa. Bramki zdobywał 28 lutego 1990 roku w Ales podczas wygranego 1:0 meczu z młodzieżową reprezentacją Francji oraz 9 października 1990 roku w Uppsali w wygranym 2:1 meczu z młodzieżową reprezentacją Szwecji. Ostatni mecz rozegrał dnia 30 października 1990 roku w wygranym 3:0 meczu z młodzieżową reprezentacją Luxemburga. Łącznie w młodzieżowej reprezentacji Niemiec w latach 1989–1990 rozegrał 8 meczów i strzelił 2 bramki.
Michael Sternkopf występował także w olimpijskiej reprezentacji Niemiec, w której jedyny występ zaliczył w Amadorze w zremisowanym 1:1 meczu z olimpijską reprezentacją Portugalii.

## Sukcesy piłkarskie

### Bayern Monachium
- Mistrz Niemiec: 1994